# Krzywizna (wada drewna)
Krzywizna, krzywizna strzały – jedna z najpospolitszych wad drewna, należąca do grupy wad kształtu. Jest to trwałe skrzywienie morfologicznej osi drewna, przebiegające w jednej lub kilku płaszczyznach. Charakterystycznym elementem krzywizny jest strzałka wygięcia (strzałka krzywizny) - jest to odległość osi drewna (z krzywizną) od osi o prostym przebiegu (bez krzywizny). 
Wartość krzywizny otrzymuje się dzieląc długość strzałki krzywizny, przez jej długość krzywego drewna. Wyraża się ją w centymetrach na metr.
Krzywiznę drewna dzieli się na:
- krzywiznę jednostronną - leżącą w jednej płaszczyźnie, mającą jedną strzałkę wygięcia. Z punktu widzenia sortymentacji drewna okrągłego jest wadą tolerowaną, łatwą do ominięcia.
- krzywiznę dwustronną - leżącą w jednej płaszczyźnie, lecz mającą więcej niż jedną strzałkę wygięcia.
- krzywiznę wielostronną - leżącą w kilku płaszczyznach, gdzie trudne jest określenie strzałki wygięcia.

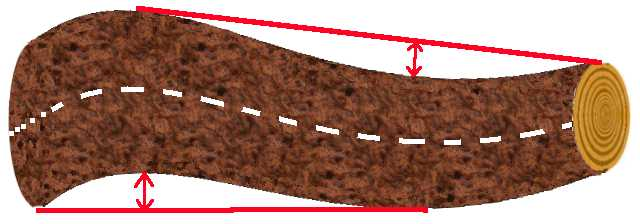
Krzywizna dwustonna.
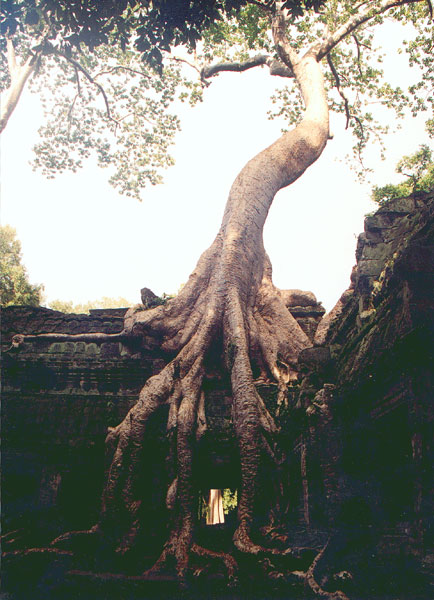
Przykład krzywizny wielostronnej na pniu Tetrameles nudiflora, przy Świątyni Angkor w Kambodży
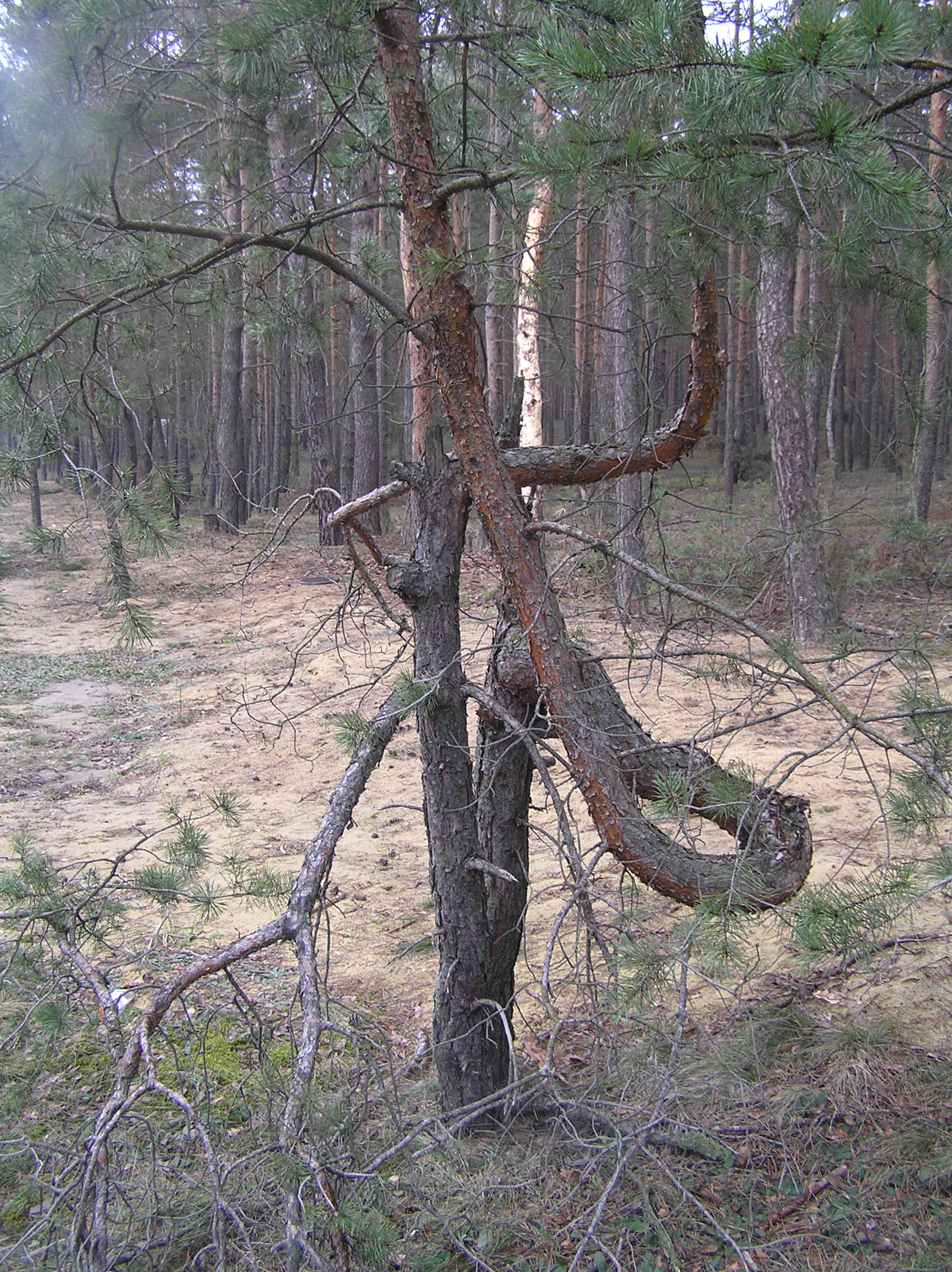
Przykład krzywizny kolankowej i wielostronnej na sośnie pospolitej
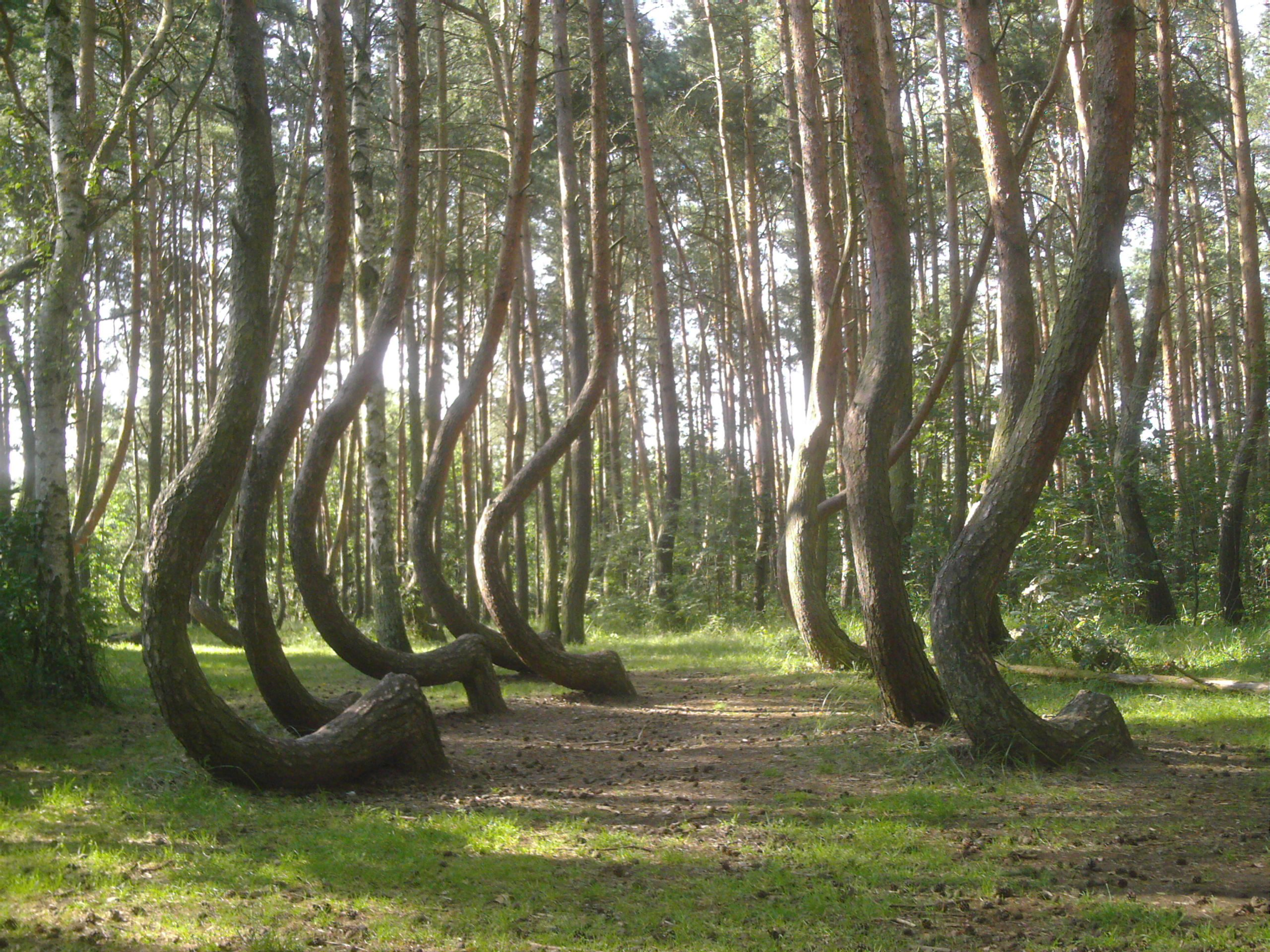
Przykład krzywizny kolankowej i jednostronnej na sosnach rosnących w Krzywym Lesie w okolicach Gryfina